# Миодраг Совиљ
Миодраг Совиљ, (Завоље 26. јул 1949 — Приточки Грабеж, 1. јул 1992) био је пуковник Војске Републике Српске. Био је командант 15. лаке бихаћке бригаде. 

## Биографија
Од самог оснивања Војске Републике Српске, пуковник Совиљ је био на првој линији као командант 15. бихаћке лаке пјешадијске бригаде у саставу 2. крајишког корпуса. Погинуо је у борби 1. јула 1992. године, у рејону Приточког Грабежа, општина Бихаћ. За изузетне заслуге у одбрани и стварању Републике Српске, посмртно је одликован Орденом Немањића поводом Видовдана 1993. године.